# Эванс, Моника
Мо́ника Э́ванс (англ. Monica Evans; род. 7 июня 1940, Англия) — английская актриса, известная по роли Сесили Пиджин в бродвейской постановке по пьесе Нила Саймона «Странная парочка».

## Биография
Эванс родилась 7 июня 1940 года в Лондоне.
Обучалась в Королевской центральной школе речи и драматургии в 1950-х годах и была дублёршей Джоан Плоурайт в «Носороге». Она также была одной из звёзд в мыльной опере для телевидения BBC под названием «Компакт», действие которой происходило в офисе журнала, и сыграла одну из ведущих ролей в музыкальной пьесе «Обменённые головы» по мотивам романа Томаса Манна в Вест-Энде. Эванс была подружкой невесты на свадьбе своей коллеги Кэрол Шелли в 1967 году.
Несколько лет она жила в Соединённых Штатах. После возвращения в Великобританию Эванс вышла замуж за диджея BBC Radio 1 Дейва Кэша. Пара рассталась в 2010 году.
В 2018 году она вместе с Кэрол Шелли была почётной гостьей на фестивале классического кино TCM 2018.

## Фильмография
| Год       | Название                 | Роль                      | Примечание   |
| --------- | ------------------------ | ------------------------- | ------------ |
| 1960      | Заверните мне норку      | продавщица в магазине     | нет в титрах |
| 1961      | Ты не сможешь победить   | Айрис                     | телесериал   |
| 1961      | Побег из R.D.7           | секретарша Дэвида Кардосы | телесериал   |
| 1962–1963 | Компакт                  | Салли Хендерсон / Хэрмон  | телесериал   |
| 1964      | Нет убежища              | Элейн Холмс               | телесериал   |
| 1965      | Чувствуйте себя как дома | Дилис                     |              |
| 1968      | Странная парочка         | Сесили                    |              |
| 1970–1971 | Странная парочка         | Сесили                    | телесериал   |
| 1970      | А вот и невесты          | Рене                      | телесериал   |
| 1970      | Коты-аристократы         | Эбигейл                   | озвучивание  |
| 1973      | Робин Гуд                | Дева Мэриан               | озвучивание  |